# 魔喚精靈III
《魔喚精靈Ⅲ》（簡稱「VMJ」）是日本Falcom於2002年發行的經典回合制策略游戏。
游戏的基本架构与前作《魔喚精靈》相同，但精灵主和精灵变为日本风格。后又推出簡稱VMJP的资料片「富岳幻游记」。
游戏于2005年移植到PlayStation 2平台。

## 游戏劇情
遊戲舞台位於虛構的東洋國度「和國」，當群雄割據的戰國時代結束，國家歸於一統，開始新幕府的和平時代，卻發生稱為「星落」的隕石墜落事件，在各地造成重大傷亡，連第一代幕府將軍都因此死亡。
一名隱密御庭番眾找上玩家所選八名角色之一，追查造成混亂的元兇「星落」儀式的背後真相。

## 外部連結
- 官方網站 （页面存档备份，存于）